# بتندورف
بتندورف (به لوکزامبورگی: Bettenduerf) یک شهرداری در استان دیکریش کشور دوک‌نشین لوکزامبورگ است که ۲۳٫۲۳ کیلومترمربع مساحت دارد و جمعیت آن در سال ۲۰۱۱ میلادی ۲۴۹۳ نفر بوده‌است.

## بخش‌ها
این شهرداری ۳ بخش یا زیرمجموعه دارد که عبارتند از:
- بتندورف (Bettendorf) مرکز
- گیلزدورف (Gilsdorf)
- موئزتروف (Moestroff)

## تاریخچه جمعیت
تاریخچه رشد جمعیت این شهرداری در جدول زیر آمده‌است  :
| سال  | جمعیت |
| ---- | ----- |
| ۱۸۲۱ | ۱۲۵۹  |
| ۱۸۵۱ | ۱۸۸۵  |
| ۱۸۸۰ | ۱۹۴۴  |
| ۱۹۱۰ | ۱۸۷۳  |
| ۱۹۳۵ | ۱۶۸۱  |
| ۱۹۴۷ | ۱۴۵۷  |
| ۱۹۶۰ | ۱۴۵۹  |
| ۱۹۷۰ | ۱۵۵۹  |
| ۱۹۸۱ | ۱۷۴۸  |
| ۱۹۹۱ | ۲۰۱۹  |
| ۲۰۰۱ | ۲۳۱۴  |
| ۲۰۰۴ | ۲۳۱۲  |
| ۲۰۰۷ | ۲۴۳۹  |
| ۲۰۱۰ | ۲۵۰۶  |
| ۲۰۱۱ | ۲۴۹۳  |